# Кучилат
Кучилат (на македонска литературна норма: Кучилат) е село в централната източна част на Северна Македония, община Карбинци.

## География
Селото е разположено в планината Плачковица.

## История
В XIX век Кучилат е изцяло турско село в Щипска кааза на Османската империя. Според статистиката на Васил Кънчов („Македония. Етнография и статистика“) от 1900 година Кучелакъ има 250 жители, всички турци.
Според Димитър Гаджанов в 1916 година в Кучилат живеят 109 турци.